# Андреевка (Богатовский район)
Андреевка — село в Богатовском районе Самарской области России. Входит в состав сельского поселения Виловатое.

## География
Село находится в восточной части Самарской области, в степной зоне, к югу от реки Самары, к западу автодороги 36К-101, на расстоянии примерно 3 километров (по прямой) к югу от села Богатого, административного центра района. Абсолютная высота — 48 метров над уровнем моря.
Климат
Климат характеризуется как континентальный, с жарким сухим летом и холодной малоснежной зимой. Средняя температура воздуха самого тёплого месяца (июля) — 20 — 25 °C (абсолютный максимум — 40 °C); самого холодного (января) — −14,1 °C (абсолютный минимум — −47 °C). Среднегодовое количество атмосферных осадков составляет 350—425 мм. Снежный покров образуется в конце ноября и держится в течение 141 дня.
Часовой пояс
Село Андреевка, как и вся Самарская область, находится в часовой зоне МСК+1. Смещение применяемого времени относительно UTC составляет +4:00.

## Население
| 2010 |
| ---- |
| 738  |

Половой состав
По данным Всероссийской переписи населения 2010 года в гендерной структуре населения мужчины составляли 47,7 %, женщины — соответственно 52,3 %.
Национальный состав
Согласно результатам переписи 2002 года, в национальной структуре населения русские составляли 92 % из 801 чел.